# Krajna vas
Krajna vas este o localitate din comuna Sežana, Slovenia, cu o populație de 118 locuitori.